# Gaius Octavius Lampadio
Gaius Octavius Lampadio (II wiek p.n.e.) – prawdopodobnie wyzwolony Grek, który jako pierwszy opracował krytycznie i objaśnił dzieła starych poetów łacińskich. W swej pracy wzorował się na Kratesie z Pergamonu. Szczególnie poświęcił się Wojnie punickiej Newiusza, którą podzielił na siedem ksiąg.